# Smilax sinclairii
Smilax sinclairii är en enhjärtbladig växtart som beskrevs av Tetsuo Michael Koyama. Smilax sinclairii ingår i släktet Smilax och familjen Smilacaceae. Inga underarter finns listade.